# Александар Растовић
Александар Растовић (Земун, 20. јануар 1969) српски је историчар и универзитетски професор. Растовић је редовни професор Опште историје XX века на департману за историју Филозофског факултета Универзитета у Нишу и научни саветник Историјског института у Београду. Др Александар Растовић се бави истраживањем односа Велике Британије и Србије у XIX и почетком XX века, историјом дипломатије, историјом Европе и Балкана у XIX и XX веку.

## Биографија
Рођен је у Београду 20. јануара 1969. године. Основну школу је завршио на Новом Београду, а гимназију у Земуну. Дипломирао је 1993. на Катедри за Општу историју новог века Филозофског факултета у Београду. Магистрирао је 1999. на Филозофском факултету у Београду на тему „Велика Британија и Србија 1878-1889“. Докторску дисертацију „Велика Британија и Србија 1903-1914“ је одбранио 2003. године на Филозофском факултету у Београду. Од 1994. до 2008. је радио у Историјском институту Београд. Ангажован је на пројекту Историјског института у Београду под именом „Између европских узора и стереотипа: српска национална интеграција 1804-1918“. Један је од аутора „Српског биографског речника“ Матице српске и „Српске енциклопедије“. Био је заменик Савезног министра за избеглице, расељена лица и хуманитарну помоћ 1999-2000, председник Управног одбора Народног музеја у Ужицу и члан Управног одбора Института за савремену историју у Београду. Од 2013. до 2014. године је био посебни саветник министра просвете, науке и технолошког развоја у влади Републике Србије. 
Сада је председник Управног одбора Државног архива Србије, члан Научног савета Фонда за науку, члан Савета Београдског универзитета, члан Одбора за историју Србије у XIX веку, члан Одбора за историју 20. века САНУ, и члан Одбора за друштвене науке Матице српске у Новом Саду. Од 2016. године је научни саветник Историјског института Београд. Oд 2019. године, врши функцију директора Историјског института Београд.

## Одабрана дела
- Велика Британија и Србија 1878-1889, Београд 2000.
- Велика Британија и Србија 1903-1914, Београд 2005.
- Парламентарне странке у Краљевини СХС-Југославији. Настанак, развој и партијски системи, I-II, Београд-Косовска Митровица 2007-2008.
- Велика Британија и македонско питање 1903-1908. године, Београд 2011.
- Енглези и Балкан 1837-1914, Београд 2015.
- Велика Британија и Косовски вилајет 1877-1912, Београд 2015.
- Дневник из Првог светског рата/Момчило Јеротић; приредио А. Растовић, Београд 2017.
- Стојан Новаковић, Изабрана документа/приредили А. Растовић, Б. Катић Миљковић, Б. Стојић, Ј. Блажић Пејић, Београд 2017.
- Срби о Рајсу, том 5/приредили А. Растовић, И. Крстић Мистриџеловић, Р. Самарџић, Београд 2019
- Разнолики историјски списи 1-5/ Милорад Екмечић; приредили П. В. Крестић. А. Растовић, Нови Сад 2021.
- Народна скупштина: огледало воље народа Србије/А. Растовић, М. Ротер Благојевић, И. Борозан, Нови Сад-Београд 2022.
- Британски интелектуалци о српском и југословенском питању. Пример Роберта Ситона Вотсона, Београд 2023.
- Милан Ђ. Милићевић, Дневник IV, 1. април 1882 - 31. децембар 1891. /приредио А. Растовић, Београд 2024.